# Vernamiège
Vernamiège (antiguamenten en alemán Ferneisi) fue hasta el 31 de diciembre de 2010 una comuna suiza del cantón del Valais, localizada en el distrito de Hérens. 

## Historia
El 24 de febrero de 2008, había caído al agua la fusión de las tres comunas de Mase, Nax y Vernamiège. Nax y Mase dijeron Si, mientras que Vernamiège rechazó la propuesta con 67 votos contra 61 por el Si. Una segunda votación fue realizada el 7 de septiembre de 2008, en la que las tres comunas aceptaron la fusión que es efectiva desde el 1 de enero de 2011, la nueva comuna llev el nombre de Mont-Noble.

## Geografía
Vernamiège se encuentra situada en la entrada del Val d'Hérens, a orillas del río Borgne. La antigua comuna limitaba al norte y este con la comuna de Nax, al sur con Mase, y al oeste con Vex.